# Namule (Majdan Ruszowski)
Namule – część wsi Majdan Ruszowski w Polsce położona w województwie lubelskim, w powiecie zamojskim, w gminie Łabunie.
W latach 1975–1998 Namule administracyjnie należało do województwa zamojskiego.